# Élí (biblická postava)

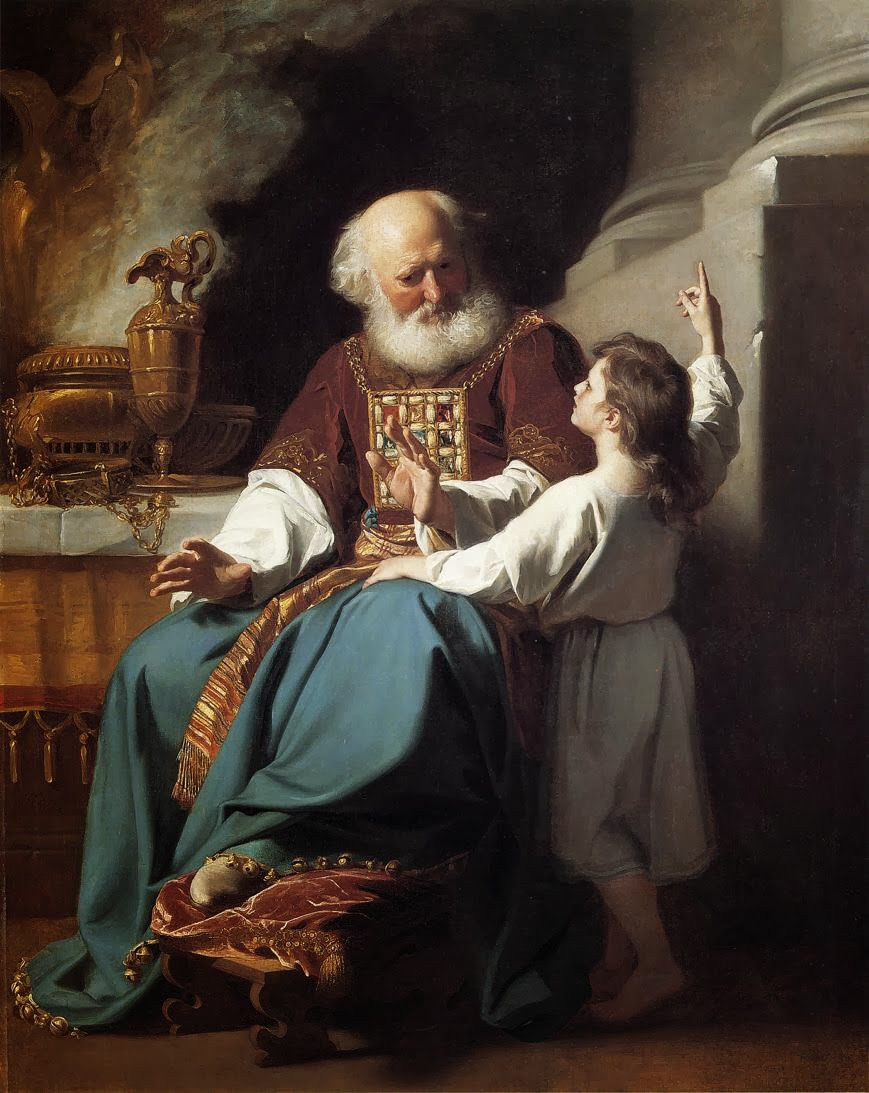
Éli a Samuel na obraze J. S. Copleye

Élí (hebrejsky: עֵלִי, Eli), v českých překladech Bible přepisováno též jako Elí, byl velekněz, který sloužil ve svatostánku v Šílu a který zároveň soudil syny Izraele po soudci Samsonovi. Podle Davida Ganse Élího soudcovské období spadá do let 2831–2871 od stvoření světa neboli do let 931–890 před naším letopočtem, což odpovídá délce 40 let. Jméno Élí je vykládáno jako „Vyvýšený“. Jakožto kněz pocházel z kmene Lévi, z rodové linie Ítamara, jenž byl synem velekněze Árona. Élí měl dva syny: Chofního a Pinchasa. Byl pěstounem proroka Samuele. Zemřel ve věku 98 let poté, co se doslechl, že jeho synové padli v boji s Pelištejci, kteří navíc ukořistili Boží schránu. Po něm soudil izraelské kmeny prorok Samuel. Podle názoru rabího Izáka Abrabanela byl Élí čtrnáctým tradentem ústní Tóry počíteje od Mojžíše a dvanáctým tradentem od soudce Otníela, přičemž těchto 12 soudců tvoří skupinu stařešinů (hebrejsky זְקֵנִים, zekenim), o nichž se zmiňuje traktát Mišny s názvem Pirkej avot (Výroky otců) těmito slovy: „Moše přijal Zákon na Sinaji a předal ho Jozue, Jozue stařešinům a ti zase prorokům, …“